# Quillan Roberts
Quillan Eon Myles Roberts (Toronto, Ontario; 13 de septiembre de 1994), conocido también como Quillan Roberts, es un futbolista canadiense-guyanés que juega como portero en el Western Suburbs de la Central League de Nueva Zelanda. Nacido en Canadá, es internacional con la selección de fútbol de Guyana desde el 27 de junio de 2019. Anteriormente fue internacional con la selección de fútbol de Canadá en sus categorías juvenil y absoluta.
Tras pasar por las categorías inferiores del Toronto FC y el Portugal FC, Roberts firmó un contrato con el primer equipo del Toronto FC en 2012. Tras pasar por el Wilmington Hammerheads y el Toronto FC II, quedó libre tras la temporada 2016.
Tras su fichaje por el Woodbridge Strikers, Roberts logró un doblete de liga y copa, además de ser nombrado All Star del primer equipo y portero del año. Ese año también jugó con los York University Lions y levantó el título en la Ontario University Athletics.
Ha sido internacional en una ocasión con la selección nacional de Canadá, y marcó un gol desde su propio campo en una de sus tres apariciones en la categoría juvenil durante la Copa Mundial de Fútbol Sub-17 de la FIFA en 2011.

## Carrera profesional
Roberts empezó a jugar al fútbol a los seis años en el Brampton Youth SC.

### Toronto Football Club
Procedente de la academia del Toronto FC, Roberts también pasó brevemente por las categorías inferiores del Portugal FC de la Canadian Soccer League. El 10 de abril de 2012 se convirtió en el séptimo graduado en unirse al Toronto FC tras firmar un contrato con el primer equipo.
El 21 de julio de 2012, debutó como sustituto de Freddy Hall en la segunda parte de un partido que terminó en empate 1-1 contra un Liverpool en el que estaban Joe Cole, Martin Škrtel y Raheem Sterling.
Tras cinco años en el primer equipo sin debutar, Roberts quedó libre en diciembre de 2016.

### Wilmington Hammerheads (cedido)
Tras no disputar ni un partido oficial en dos temporadas con el Toronto, Roberts fue cedido al Wilmington Hammerheads de la United Soccer League junto a sus compañeros Manny Aparicio y Daniel Lovitz. En su debut, el 6 de abril de 2014, mantuvo su portería a cero en un empate 0-0 con el Harrisburg City Islanders.
El 6 de agosto, Roberts fue llamado a filas tras disputar 17 partidos con el club.

### Toronto FC II (cedido)
El 20 de marzo de 2015, Roberts fue uno de los siete jugadores cedidos al Toronto FC II. Junto a él estaban Alex Bono, Ashtone Morgan, Manny Aparicio, Jay Chapman, Chris Mannella y Jordan Hamilton. y debutó en un empate a uno contra el Vancouver Whitecaps FC 2. el 19 de abril. Tras disputar 15 partidos durante la temporada 2015 de la USL, el préstamo de Roberts se amplió y disputó nueve partidos más con el club.

### Woodbridge Strikers
Tras una prueba infructuosa con el club Rochester Rhinos de la United Soccer League, Roberts fichó por el club Woodbridge Strikers de la League 1 Ontario para la temporada 2017. Tras dejar su portería a cero en nueve partidos de 19, fue nombrado portero del año de la League1 Ontario el 10 de noviembre. Roberts también fue nombrado All Star del primer equipo de la League1 Ontario cuando su equipo ganó el campeonato de liga.
Además, participó en todos los partidos del Woodbridge Strikers, que se proclamó campeón de la League1 Ontario Cup. Se deshicieron de Sanjaxx Lions, FC London y North Mississauga antes de vencer por 3-1 a Vaughan en la final.

### York University
En 2017, Roberts se unió a los York Lions mientras estudiaba Artes Liberales y Estudios Profesionales. Fue titular en seis partidos de la temporada regular y en los tres de las eliminatorias del Ontario University Athletics. Solo sufrió una derrota y mantuvo su portería a cero, incluso en la final de la Ontario University Athletics, de la que salieron victoriosos.

### Los Angeles
Roberts comenzó la temporada 2018 a prueba con el club Ottawa Fury de la United Soccer League. Más tarde apareció en el equipo de la Major League Soccer Los Ángeles FC en su primer partido de pretemporada. Firmó oficialmente por el club el 30 de mayo de 2018. En noviembre de 2018, su opción de contrato fue rechazada por Los Ángeles.

### Forge FC
Roberts se unió al club de la Canadian Premier League Forge FC el 2 de marzo de 2019. Hizo su debut el 8 de mayo de 2019, registrando una portería a cero en una victoria por 3-0 sobre Pacific FC. Hizo ocho partidos de liga y uno en el Campeonato Canadiense esa temporada en el camino hacia una victoria en el Campeonato CPL para Forge. El 8 de enero de 2020, el club anunció que Roberts no regresaría para la temporada 2020.

### Volver a League1 Ontario
En 2021, se unió al 1812 FC Barrie de la League1 Ontario como jugador-entrenador. Fue nombrado mejor portero de la East Division y All-Star de la East Division.
A principios de 2022, fue a prueba con el club de la Canadian Premier League Valour FC. En marzo de 2022, se unió al Electric City FC de la League1 Ontario. Fue nombrado Tercer Equipo All-Star de la liga en 2022.

### Nueva Zelanda
En marzo de 2023, se incorporó al club de la Central Premier League Western Suburbs FC, a través de su asociación con la Olé Football Academy.

## Carrera internacional

### Canadá
En 2011, Roberts fue convocado con la selección sub-17 de Canadá antes de la Copa Mundial de Fútbol Sub-17 de 2011 en México. Acudió al torneo como portero suplente de Maxime Crépeau, pero las lesiones obligaron a Roberts a jugar el segundo partido de la fase de grupos contra Inglaterra. En el minuto 87, cuando Canadá perdía por 2-1 ante Inglaterra, Roberts lanzó un balón al área inglesa desde su propio campo, que rebotó en el portero inglés Jordan Pickford y se coló en el fondo de la red. El gol fue el primero marcado por un portero en una fase final de la FIFA, y le valió a Canadá un punto, ya que el partido terminó 2-2. Roberts disputó otras dos apariciones en el torneo, ya que Canadá no superó la fase de grupos.
El 30 de marzo de 2015, Roberts debutó como internacional absoluto en la victoria por 3-0 contra Puerto Rico. Sustituyó a Milan Borjan en el minuto 86 del amistoso. Más tarde representó a su país en la Copa Oro de la CONCACAF 2015. Canadá fue eliminada del campeonato tras la fase de grupos.

### Guyana
Como el único partido que Roberts jugó con Canadá en categoría absoluta fue un amistoso, aún podía cambiar su afiliación a las selecciones nacionales de Guyana o Jamaica, los países de nacimiento de su padre y su madre, respectivamente. El 20 de mayo de 2019, fue incluido en la lista provisional de 40 jugadores de Guyana para la Copa Oro de la CONCACAF 2019. Fue incluido en la lista definitiva el 30 de mayo. Debutó con Guyana en el último partido de la fase de grupos el 26 de junio en la Copa Oro contra Trinidad y Tobago en un empate 1-1.

## Vida privada
Roberts nació en Toronto, Ontario, de padre guyanés y madre jamaicana. Tiene un hermano, Jamal, y se trasladó a Brampton, Ontario, a los seis años. Estudió en la Heart Lake Secondary School entre 2009 y 2012, e ingresó en la Universidad York cinco años después. En su tiempo libre, Roberts ha sido voluntario para la Toronto Humane Society, Youth Without Shelter, St Margaret's School y Young Street Mission.

## Honores
Toronto FC
- Canadian Championship: 2012, 2016

Woodbridge Strikers
- League1 Ontario Cup: 2017

Forge FC
- Canadian Premier League: 2019

Individual
- League1 Ontario Goalkeeper of the Year: 2017, 2021
- League1 Ontario First Team All Star: 2017, 2021